# Physical (Dua Lipa-dal)
A Physical Dua Lipa angol énekesnő dala a 2020-as Future Nostalgia című második stúdióalbumáról. Lipa a dalt Jason Evigannel, Clarence Coffee Jr.-ral és Sarah Hudsonnal szerezte, inspirációként pedig az 1980-as évek zenéje, illetve az 1983-as Flashdance című film szolgált. A szám produceri munkáját Evigan és Koz végezte, alapja pedig egy Evigan által lejátszott perzsa fuvolás hangminta volt. Műfaját tekintve egy gyors tempójú power pop és szintipop dal, melyre jellemző egy szinti basszusvonal, továbbá dob és egyéb ütőhangszerek használata. Lipa a refrén előtti részt beszélő stílusban adja elő, a refrénben viszont kiereszti hangját, és Olivia Newton-John 1981-es azonos című dalára tesz utalást. Szövegét tekintve a szerelembe esés izgalmáról szól.
2020. január 30-án jelent meg digitális letöltés és streaming formában az album második kislemezeként a Warner Records kiadó gondozásában. A kritikusok pozitívan vélekedtek a Physicalről, és dicsérték a szám energikusságát és Lipa vokálját amiért egyedien értelmezi újra az 1980-as éveket. A szám első helyezést ért el Bulgáriában, Horvátországban, Izraelben, Libanonban és Lengyelországban, míg az első tíz közé került további 17 országban, köztük az Egyesült Királyságban is, ahol a harmadik volt a legjobb pozíciója, és Lipa nyolcadik dala lett, mely az első tíz közé tudott kerülni. Kilencedik alkalommal került fel vele az amerikai Billboard Hot 100-ra, ahol a 60. helyen debütált hivatalos amerikai rádiós megjelenés nélkül. A dal kilenc országban ért el arany, vagy annál magasabb minősítést, köztük Brazíliában gyémántlemez lett.
Videóklipjét egy katalán producercsapat, a Canada rendezte, és egy Venn-diagramon alapul, amelyet Peter Fischli és David Weiss svájci művészek alkottak meg az 1981-es Order and Cleanliness elnevezésű munkájuk részeként. A klipben Lipa táncosaival egy többféle színben pompázó raktárban táncolnak, amihez anime inspirálta animációkat készítettek. A kritikusok pozitívan fogadták a videót, és méltatták koncepciója, valamint a heteronormativitás elutasítása miatt. A klipet három kategóriában jelölték a 2020-as MTV Video Music Awardson, amelyek közül végül a legjobb speciális effektekért díjazták, amivel Lipa karrierje során először nyert az MTV-gálán. A Physicalhöz még egy 1980-as évek inspirálta aerobik klipet is bemutattak, amelyben Lipa szerepel oktatóként. A Mamamoo dél-koreai K-pop-lányegyüttesből ismert Hwasával a dalhoz készült remixváltozatot 2020. március 17-én mutatták be. Mark Ronson remixe a dalhoz, amelyet Gwen Stefani amerikai énekesnő közreműködésével készítettek, Lipa első remixalbumán, a 2020-as Club Future Nostalgia-n kapott helyet.

## A kislemez dalai és formátumai
| 1. | Physical | 3:13 |

| 1. | Physical (közreműködik Hwasa) | 3:13 |

| 1. | Physical (Alok Remix) | 3:09 |

| Digitális EP – Remixes | Digitális EP – Remixes           | Digitális EP – Remixes | Digitális EP – Remixes | Digitális EP – Remixes | Digitális EP – Remixes | Digitális EP – Remixes | Digitális EP – Remixes | Digitális EP – Remixes | Digitális EP – Remixes |
|                        | Cím                              | Hossz                  |                        |                        |                        |                        |                        |                        |                        |
| ---------------------- | -------------------------------- | ---------------------- | ---------------------- | ---------------------- | ---------------------- | ---------------------- | ---------------------- | ---------------------- | ---------------------- |
| 1.                     | Physical (Ofenbach Remix)        | 2:53                   |                        |                        |                        |                        |                        |                        |                        |
| 2.                     | Physical (Alok Remix)            | 3:09                   |                        |                        |                        |                        |                        |                        |                        |
| 3.                     | Physical (Claptone Remix)        | 3:09                   |                        |                        |                        |                        |                        |                        |                        |
| 4.                     | Physical (Erika de Casier Remix) | 3:08                   |                        |                        |                        |                        |                        |                        |                        |
| 5.                     | Physical (Leo Zero Disco Remix)  | 4:16                   |                        |                        |                        |                        |                        |                        |                        |
| 6.                     | Physical (közreműködik Hwasa)    | 3:13                   |                        |                        |                        |                        |                        |                        |                        |
| 19:48                  |                                  |                        |                        |                        |                        |                        |                        |                        |                        |

| 1. | Physical (Mark Ronson Remix közreműködik Gwen Stefani) | 3:06 |

## Slágerlistás helyezések
| Slágerlista (2020)                    | Legjobb helyezés |
| ------------------------------------- | ---------------- |
| Argentina (Argentina Hot 100)         | 89               |
| Ausztrália (ARIA)                     | 9                |
| Ausztria (Ö3 Austria Top 40)          | 13               |
| Belgium (Ultratop 50 Flanders)        | 3                |
| Belgium (Ultratop 50 Wallonia)        | 2                |
| Bolívia (Monitor Latino)              | 10               |
| Kanada (Canadian Hot 100)             | 54               |
| Chile (Monitor Latino)                | 12               |
| FÁK (Tophit)                          | 7                |
| Kolumbia (National-Report)            | 85               |
| Horvátország (HRT)                    | 1                |
| Csehország (Rádio Top 100)            | 3                |
| Csehország (Singles Digitál Top 100)  | 13               |
| Ecuador (National-Report)             | 27               |
| El Salvador (Monitor Latino)          | 17               |
| Észtország (Eesti Tipp-40)            | 10               |
| Európa (Euro Digital Songs)           | 3                |
| Finnország (Singlet Top 20)           | 8                |
| Franciaország (Single Top 100)        | 30               |
| Németország (Media Control Charts)    | 14               |
| Global 200 (Billboard)                | 117              |
| Görögország (IFPI)                    | 9                |
| Magyarország (Rádiós Top 40)          | 3                |
| Magyarország (Single Top 40)          | 3                |
| Magyarország (Stream Top 40)          | 7                |
| Izland (Plötutíðindi)                 | 25               |
| Írország (IRMA)                       | 2                |
| Izrael (Media Forest)                 | 1                |
| Olaszország (FIMI)                    | 18               |
| Lettország (LAIPA)                    | 14               |
| Libanon (OLT20)                       | 1                |
| Litvánia (AGATA)                      | 6                |
| Mexikó Airplay (Billboard)            | 8                |
| Hollandia (Top 40)                    | 4                |
| Hollandia (Single Top 100)            | 15               |
| Új-Zéland (Recorded Music NZ)         | 16               |
| Norvégia (VG-lista)                   | 21               |
| Észak-Macedónia (Radiomonitor)        | 5                |
| Paraguay (Monitor Latino)             | 12               |
| Lengyelország (Polish Airplay Top 20) | 1                |
| Portugália (AFP)                      | 24               |
| Románia (Airplay 100)                 | 6                |
| Skócia (Scottish Singles Top 40)      | 3                |
| Szerbia (Radiomonitor)                | 2                |
| Szingapúr (RIAS)                      | 17               |
| Szlovákia (Rádio Top 100)             | 1                |
| Szlovákia (Singles Digitál Top 100)   | 10               |
| Szlovénia (SloTop50)                  | 3                |
| Dél-Korea (Gaon)                      | 127              |
| Spanyolország (PROMUSICAE)            | 24               |
| Svédország (Sverigetopplistan)        | 42               |
| Svájc (Schweizer Hitparade)           | 15               |
| Egyesült Királyság (UK Singles Chart) | 3                |
| US Billboard Hot 100                  | 60               |
| US Hot Dance Club Songs (Billboard)   | 20               |
| US Rolling Stone Top 100              | 38               |
| Venezuela (Record Report)             | 48               |

| Slágerlista (2020 április)   | Legjobb helyezés |
| ---------------------------- | ---------------- |
| Brazília (Pro-Música Brasil) | 38               |

| Slágerlista (2020)                   | Helyezés |
| ------------------------------------ | -------- |
| Ausztrália (ARIA)                    | 51       |
| Ausztria (Ö3 Austria Top 40)         | 44       |
| Belgium (Ultratop Flanders)          | 13       |
| Belgium (Ultratop Wallonia)          | 16       |
| Horvátország (ARC Top 40)            | 11       |
| FÁK (Tophit)                         | 42       |
| Franciaország (SNEP)                 | 66       |
| Németország (Official German Charts) | 48       |
| Magyarország (Rádiós Top 40)         | 11       |
| Magyarország (Single Top 40)         | 11       |
| Írország (IRMA)                      | 25       |
| Olaszország (FIMI)                   | 97       |
| Hollandia (Dutch Top 40)             | 16       |
| Hollandia (Single Top 100)           | 69       |
| Lengyelország (ZPAV)                 | 7        |
| Románia (Airplay 100)                | 24       |
| Oroszország Airplay (Tophit)         | 48       |
| Svájc (Schweizer Hitparade)          | 46       |
| Egyesült Királyság (OCC)             | 19       |

## Minősítések
| Régió                                                            | Minősítés  | Eladott példányszám |
| ---------------------------------------------------------------- | ---------- | ------------------- |
| Ausztria (IFPI Austria)                                          | arany      | 15 000‡             |
| Belgium (BEA)                                                    | platina    | 40 000‡             |
| Brazília (Pro-Música Brasil)                                     | gyémánt    | 160 000‡            |
| Egyesült Államok (RIAA)                                          | arany      | 500 000‡            |
| Egyesült Királyság (BPI)                                         | platina    | 600 000‡            |
| Franciaország (SNEP)                                             | platina    | 200 000‡            |
| Kanada (Music Canada)                                            | platina    | 80 000‡             |
| Lengyelország (ZPAV)                                             | 3× platina | 60 000‡             |
| Németország (BVMI)                                               | arany      | 200 000‡            |
| Norvégia (IFPI Norway)                                           | platina    | 60 000‡             |
| Olaszország (FIMI)                                               | platina    | 70 000‡             |
| Portugália (AFP)                                                 | platina    | 10 000‡             |
| Spanyolország (PROMUSICAE)                                       | 2× platina | 80 000‡             |
| Új-Zéland (RMNZ)                                                 | arany      | 15 000‡             |
| ‡ Eladási+streaming példányszámok kizárólag a minősítés alapján. |            |                     |

## Megjelenések
| Régió              | Dátum                | Formátum(ok)                 | Változat          | Kiadó  | Forr.   |
| ------------------ | -------------------- | ---------------------------- | ----------------- | ------ | ------- |
| Világszerte        | 2020. január 30.     | Digitális letöltés streaming | Eredeti           | Warner | [ 97 ]  |
| Egyesült Királyság | 2020. január 31.     | Poprádiós megjelenés         | Eredeti           | Warner | [ 98 ]  |
| Ausztrália         | 2020. február 2.     | Poprádiós megjelenés         | Eredeti           | Warner | [ 99 ]  |
| Olaszország        | 2020. február 14.    | Poprádiós megjelenés         | Eredeti           | Warner | [ 100 ] |
| Világszerte        | 2020. március 17.    | Digitális letöltés streaming | Hwasa Remix       | Warner | [ 101 ] |
| Világszerte        | 2020. március 25.    | Digitális letöltés streaming | Remixes EP        | Warner | [ 4 ]   |
| Világszerte        | 2020. április 9.     | Digitális letöltés streaming | Alok Remix        | Warner | [ 3 ]   |
| Világszerte        | 2020. szeptember 11. | Digitális letöltés streaming | Mark Ronson Remix | Warner | [ 5 ]   |

## Fordítás
- Ez a szócikk részben vagy egészben  a   Physical (Dua Lipa song) című angol Wikipédia-szócikk fordításán alapul.  Az eredeti cikk szerkesztőit annak laptörténete sorolja fel. Ez a jelzés csupán a megfogalmazás eredetét és a szerzői jogokat jelzi, nem szolgál a cikkben szereplő információk forrásmegjelöléseként.